# بیمارستان دلیخیل
بیمارستان دلیخیل (به لاتین: Dhulikhel Hospital) یک بیمارستان در نپال است که در Dhulikhel واقع شده‌است.